# Liste des phares de Trinité-et-Tobago

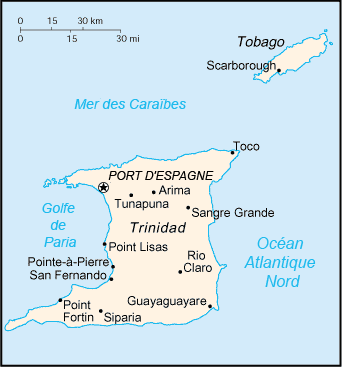
Carte de Trinité-et-Tobabo

Liste des phares de Trinité-et-Tobago : la République de Trinité-et-Tobago est un groupe de deux îles principales situé au sud-est de la mer des Caraïbes, au nord du delta de l'Orénoque, au Venezuela.
Seuls quatre des phares traditionnels de Trinité-et-Tobago survivent. Les phares sont gérés par la Division des services maritimes du Ministère des travaux publics et des transports.
 

## Trinité
| Nom                      | Lieu                                     | Mise en service | Coordonnées                      | Caractéristiques | Image |
| ------------------------ | ---------------------------------------- | --------------- | -------------------------------- | ---------------- | ----- |
| Phare de Galera Point    | Région de Sangre Grande                  | 1897            | 10° 50′ 03″ N, 60° 54′ 35,2″ O   | Oc W 10s         |       |
| Phare de Brigand Hill    | Région de Sangre Grande                  | 1958            | 10° 29′ 44,2″ N, 61° 04′ 04,6″ O | FI(2+1) W 30s    | Image |
| Phare de Galeota Point   | Région de Rio Claro-Mayaro               | n/d             | 10° 08′ 18,7″ N, 60° 59′ 29,1″ O | FI W 5s          |       |
| Phare de Taparo Point    | Région de Siparia                        | n/d             | 10° 03′ 30″ N, 61° 37′ 36″ O     | FI(3) W 15s      |       |
| Phare de Punta de Arenal | Région de Siparia                        | 1870            | 10° 02′ 58,6″ N, 61° 55′ 39″ O   | FI W 7.5s        |       |
| Phare de Port-d'Espagne  | Port-d'Espagne                           | 1880            | 10° 38′ 51″ N, 61° 30′ 34″ O     | Inactif          |       |
| Phare de Chacachacare    | Région de Diego Martin                   | 1897            | 10° 41′ 56,6″ N, 61° 45′ 09,6″ O | FI W 10s         |       |
| Phare de Point Baleine   | Île Gaspar Grande Région de Diego Martin | n/d             | 10° 39′ 52,6″ N, 61° 39′ 57,6″ O | FI W 4s          |       |
| Phare de Chupara Point   | Région de San Juan-Laventille            | n/d             | 10° 48′ 42,9″ N, 61° 21′ 51,2″ O | FI(2) W 10s      |       |

## Tobago
| Nom                           | Lieu        | Mise en service | Coordonnées                      | Caractéristiques | Image |
| ----------------------------- | ----------- | --------------- | -------------------------------- | ---------------- | ----- |
| Phare de Crown Point (Tobago) | Scarborough | n/d             | 11° 08′ 54″ N, 60° 50′ 42″ O     | FI(4) W 20s      |       |
| Phare de Scarborough (Tobago) | Scarborough | 1842            | 11° 10′ 38,4″ N, 60° 43′ 36,2″ O | FI(2) W 20s      |       |